# Bezirksklasse Thüringen
Die Bezirksklasse Thüringen (ab 1940 1. Klasse Thüringen) war eine von drei zweitklassigen Fußball-Ligen im Sportgau Mitte in der Zeit des Nationalsozialismus. Sie diente neben der Bezirksklasse Magdeburg-Anhalt und der Bezirksklasse Halle-Merseburg als Unterbau der Gauliga Mitte und existierte von 1933 bis 1943.

## Geschichte
Nach der durch die Gleichschaltung bedingten Auflösung des Verbandes Mitteldeutscher Ballspiel-Vereine, wurden 1933 alle Vereine aus dem Verband in die Gaue V Sachsen und VI Mitte eingeordnet. Aus Thüringen erhielten die zwei besten Vereine aus der Spielzeit 1932/33 der Gauliga Nordthüringen sowie beide Sieger der Gauliga Ostthüringen 1932/33 und der Gauliga Südthüringen 1932/33 einen Platz für die erstklassige Gauliga Mitte 1933/34. Alle sonstigen, weniger gut platzierten Vereine aus den bis 1933 existenten Thüringer Gauen wurden per Verbands-Dekret in bestehende untere Spielklassen eingeordnet.
Die Bezirksklasse Erfurt-Thüringen startete mit 12 teilnehmenden Vereinen. Unter der Bezirksklasse waren die Kreisklassen Nordthüringen (ab 1936: Erfurt), Osterland, Ostthüringen (ab 1936: Weimar), Südthüringen, Wartburg und Westthüringen (ab 1936: Henneberg) angeordnet. Der Sieger der Bezirksklasse qualifizierte sich für die Aufstiegsrunde zur Gauliga Mitte, in dem mit den Siegern der zwei weiteren Bezirksklassen die zwei Aufsteiger zur Gauliga ausgespielt wurden. Zur Spielzeit 1939/40 wurde die Bezirksklasse in die zwei Staffeln West und Süd aufgeteilt, die Staffelsieger spielten in einem Finalspiel die Bezirksmeisterschaft und den Teilnehmer an der Gauliga-Aufsteigsrunde aus. 1940/41 wurde die Liga in 1. Klasse Thüringen umbenannt und auf acht Vereine pro Staffel erhöht. Kriegsbedingt kam es bedingt durch Rückzügen jedoch zu immer weniger Teilnehmern. 1943 wurden die 1. Klassen im Gau aufgelöst, die zweite Ligastufe bildeten fortan die Kreisklassen.
Bis auf zweimal konnte sich der Sieger der Bezirksklasse Thüringen auch in der Aufstiegsrunde durchsetzten und in die Gauliga Mitte aufsteigen. Nur 1933/34 und 1942/43 schaffte der Thüringer Fußballmeister nicht den Aufstieg in die oberste Liga. Der 1. FC Lauscha und der SC Erfurt konnten die Bezirksliga je zweimal gewinnen, Erfurt stieg auch in beiden Fällen auf.

## Spielzeiten der Bezirksklasse Thüringen 1934–1943

1. FC 07 Lauscha – Zweifacher Bezirksmeister Thüringens

SC Erfurt 95 – Ebenso zweifacher Bezirksmeister Thüringens

| Saison  | Sieger Bezirksklasse Thüringen | Abschneiden Aufstiegsrunde |
| ------- | ------------------------------ | -------------------------- |
| 1933/34 | 1. FC Lauscha                  | Dritter                    |
| 1934/35 | 1. FC Lauscha                  | Zweiter                    |
| 1935/36 | FC Thüringen Weida             | Erster                     |
| 1936/37 | SC Erfurt 1895                 | Zweiter                    |
| 1937/38 | SV 08 Steinach                 | Erster                     |
| 1938/39 | 1. SV Gera                     | Erster                     |
| 1939/40 | SC Apolda                      | Zweiter                    |
| 1940/41 | SC Erfurt 1895                 | Dritter a                  |
| 1941/42 | SpVgg Erfurt                   | Erster                     |
| 1942/43 | LSV Nordhausen                 | Dritter                    |